# Kombai
Kombai is een panchayatdorp in het district Theni van de Indiase staat Tamil Nadu. 

## Demografie
Volgens de Indiase volkstelling van 2001 wonen er 12.820 mensen in Kombai, waarvan 50% mannelijk en 50% vrouwelijk is. De plaats heeft een alfabetiseringsgraad van 64%. 